# Naturschutzgebiet Viehlaßmoos
Das Naturschutzgebiet Viehlaßmoos oder Viehlassmoos befindet sich im oberbayerischen Landkreis Erding, auf dem Gebiet der Gemeinden Eitting und Berglern. Es hat eine Größe von 244,33 ha (2011) und ist unter NSG-00175.01 eingetragen.
Bei dem Schutzgebiet handelt sich um den Rest eines typischen Niedermoores im Erdinger Moos; der überwiegende Teil des Erdinger Mooses wird zwischenzeitlich intensiv landwirtschaftlich genutzt bzw. hat in den vergangenen Jahrzehnten massive Änderungen durch den Bau des Flughafens München im Moos erfahren. Die Münchner Schotterebene nördlich von München folgt dem Verlauf der Isar und war Jahrtausende Überschwemmungsgebiet der Isar. Erst im 19. Jahrhundert begann schrittweise eine systematische Trockenlegung des Mooses und die Eindeichung der Isar.
Das Viehlaßmoos ist der größte zusammenhängende Grundwasser-Quellmoorrest des Erdinger Mooses von den ehemals ausgedehnten Quellmooren im Erdinger Moos. Es war lange durch Streuwiesennutzung und im Ostteil durch kleinbäuerliche Handtorfstiche geprägt. So entstand ein kleinteiliges Mosaik aus Pfeifengras-Streuwiesen, Kohldistel- und Glatthaferwiesen, Hochstaudenfluren und Feuchtgebieten, naturnahe Gräben sowie trockenen Alm- und Torfrücken.

## Fauna und Flora
Das Naturschutzgebiet Viehlaßmoos ist der Lebensraum von zahlreichen, niedermoortypischen Pflanzen- und Tierarten. Zu den Besonderheiten des Viehlaßmoos gehören der Lungen-Enzian (Gentiana pneumonanthe) und der Lungenenzian-Ameisenbläuling (Phengaris alcon), dessen Raupe sich davon ernährt, sowie der Dunkle (Phengaris nausithous) und Helle Wiesenknopf-Ameisenbläuling (Phengaris teleius), das Blaukernauge (Minois dryas), der Baldrian-Scheckenfalter (Melitaea diamina) und das Große Wiesenvögelchen (Coenonympha tullia). Der Kreuzdorn-Zipfelfalters (Satyrium spini) kommt in den Streuwiesen der Naturschutzgebietes vor. Von den Heuschrecken ist die Kurzflügelige Schwertschrecke (Conocephalus dorsalis) und die Sumpfschrecke (Stethophyma grossum) erwähnenswert.

## Schutz und Pflege
Ziel ist der Erhalt des landesweit bedeutsamen Viehlaßmooses, als größtem zusammenhängenden Grundwasser-Quellmoorrest des Erdinger Mooses. Die Burger Wiese wird von Freiwilligen des LBV Erding und Freising jährlich mit Balkenmähern gemäht und das Mähgut abtransportiert. Dadurch wird das Schilf und die aus Amerika eingeschleppte Goldrute zurückgedrängt.

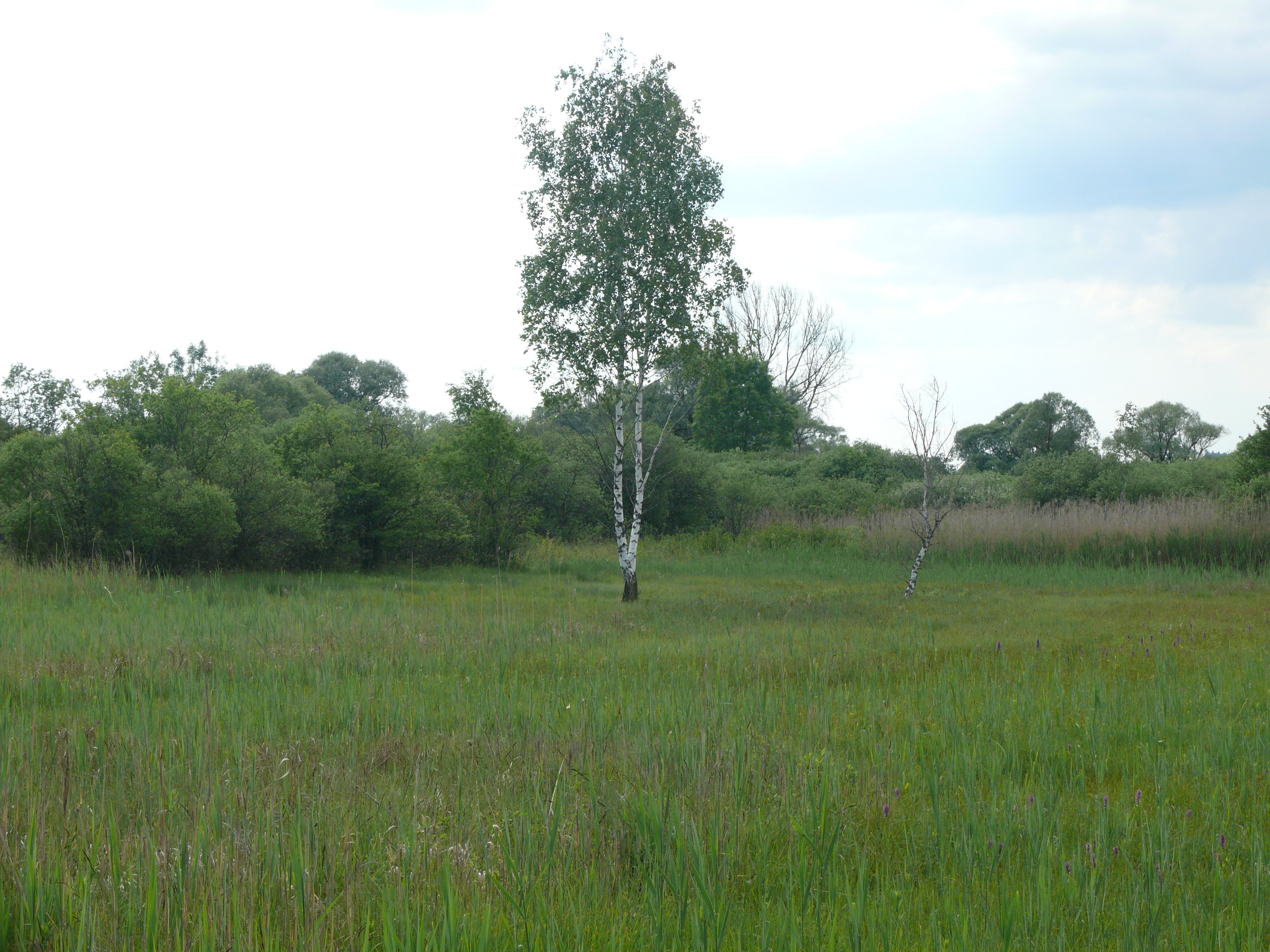
Burger Wiese im östlichen Viehlassmoos
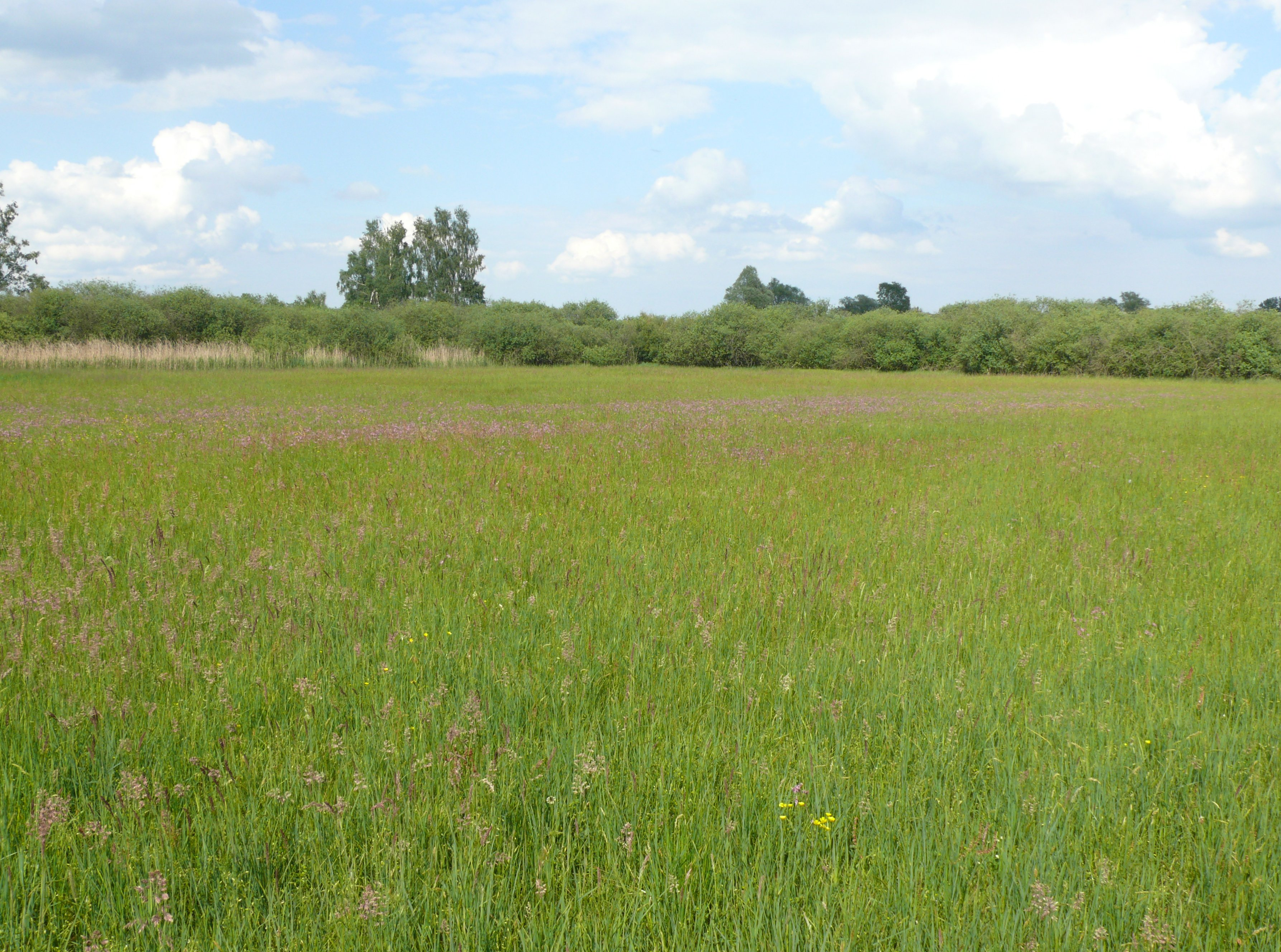
Wiese mit Kuckuckslichtnelken (Lychnis flos-cuculi) im Viehlaßmoos